# Виноградовые
Виногра́довые, или Виногра́дные, или Ампелиде́и (лат. Vitáceae) — семейство двудольных растений с многолепестным венчиком. Единственное семейство виноградоцветных (Vitales), базального порядка розидов.

## Ботаническое описание
Кустарники (только в роде Leea встречаются древовидные формы) с узловато-членистыми, круглыми, угловатыми, иногда сильно сплюснутыми, часто очень сочными, обыкновенно с пористой древесиной ветвями, лазящими при посредстве усов, противоположных листьям (стебель не лазящий — у рода Leea и у многих бразильских степных видов из рода Cissus).
Простые, часто угловатые или дланевидные, с 3—5 лопастями, редко перистые или многократно — перистые листья, часто с прилистниками, имеют черешок с утолщённым основанием и соединены со стеблем при помощи сочленения. Цветы собраны в метёлку или мутовку, противоположную листьям; одна или несколько ветвей соцветия превращены в усы или в образования, средние между усами и ветвями соцветия. Отдельные правильные, обыкновенно мелкие и невзрачные, часто зелёные цветки имеют по 4 (у Cissus), по 5 (у Vitis) или по 4 и 5 (у Ampelopsis) частей в каждом кружке; кроме того, они обыкновенно обоеполые, редко многобрачные или однодомные. Мелкая чашечка цельнокрайная (и тогда обыкновенно в виде блюдца) или слегка 4—5-зубчатая; 4 или 5 лепестков совершенно свободны или соединены друг с другом верхушками и при раскрывании цветка отваливаются вместе в виде шапочки (Vitis), или же они срослись у основания с пыльниками, также сросшимися в таком случае в трубочку (Leea). У большинства же сидящие перед лепестками 4—5 тычинок совершенно свободны, причём между ними и завязью находится обыкновенно диск в виде пластинки, кольца или бокальчика, часто лопастной или железистый.
Завязь дву- или многогнёздная, иногда с неполными перегородками; у основания каждого гнезда по 1 или по 2 семяпочки; столбик короткий или совсем неразвитый, рыльце булавовидное, или плоское, или же слегка лопастное. Плод — ягода, 1—6-гнёздная, в каждом гнезде с 1—2 семенами, часто же всего 1—2-семянная. Семена, окружённые твёрдой, как кость, оболочкою, содержат хрящевидный белок, а у его основания мелкий зародыш. В семействе этом, более всего близком семейству крушиновых (Rhamnaceae, резче всего отличающемуся своим твёрдым плодом — костянкой, реже коробочкой), насчитывается около 250 свойственных тропикам и тёплым странам умеренного пояса видов; в Америке представителей семейства немного, а ещё меньше в Австралии. Семейство виноградовых содержит 16 родов.
Некоторые лианы имеют съедобные, но непригодные для переработки на вино ягоды.

## Значение и применение
Многие представители семейства имеют медоносное, декоративное, красильное значение.

## Роды
- Acareosperma Gagnep.
- Ampelocissus Planch.
- Ampelopsis Michx. — Виноградовник, или Ампелопсис
- Cayratia Juss. — Кайратия
- Cissus L. — Циссус
- Clematicissus Planch.
- Cyphostemma (Planch.) Alston
- Leea D.Royen — Леея
- Nothocissus (Miq.) Latiff
- Parthenocissus Planch. — Девичий виноград, или Партеноциссус
- Pterisanthes Blume
- Pterocissus Urb. & Ekman
- Rhoicissus Planch. — Роициссус
- Tetrastigma (Miq.) Planch. — Тетрастигма
- Vitis L. — Виноград